# Eduardo Alonso
Eduardo Alonso Gonzalez , né en 1962, dans la province de La Havane (actuellement province d'Artemisa) est un ancien coureur cycliste cubain, qui au cours de sa carrière a remporté à six reprises le Tour de Cuba, ce qui constitue le record de l'épreuve. Il a également remporté le Tour du Táchira en 1986.

## Un début prometteur
Eduardo Alonso est sélectionné pour participer au Tour de Cuba en 1981. Il fait partie de l'équipe Juvenil. Il est âgé de 19 ans et termine cette première "Vuelta" sur le podium (3e). La même année il participe aux championnats du monde juniors, qui ont lieu en République démocratique allemande. Il termine les deux épreuves sur route à la quatrième, celle que ne retiennent pas les palmarès officiels. Mais la quatrième place obtenue par l'équipe cubaine juniors est à jauger à l'aune  des 25 équipes classées. Distancée par les spécialistes de la RDA, de l'URSS et de la Suède, Cuba devance la Pologne, le Danemark (où figure le jeune Bjarne Riis), la Norvège, la Belgique. 
   La Vuelta suivante, en 1983, il est membre à part entière de l'équipe nationale cubaine (équipe Cuba "A") et remporte le prologue contre-la-montre. Il termine la course à la troisième place et l'équipe cubaine est seconde du classement par équipes ...entre l'équipe "B" de la République démocratique allemande (celle du vainqueur Olaf Jentzsch) et celle de l'équipe soviétique "A".
L'édition 1984 du Tour de la grande île caraïbe est celle de sa première victoire. Vainqueur de la septième étape, du classement général de la montagne, il triomphe au classement final individuel à La Havane, devant Jens Heppner (RDA), Viktor Demidenko (URSS), Lutz Lötzsch (RDA). Et l'équipe cycliste de Cuba (équipe "A") se classe première au challenge collectif.

## Sur les routes de l'Europe: laCourse de la Paix
En 1982, il débute entre Prague, Varsovie et Berlin une série de sept participations à la principale course du calendrier "amateurs". Il n'y tient pas les premiers rôles mais il termine les sept courses et figure ainsi parmi les coureurs les plus "fidèles" à cette épreuve. Sa dernière participation en 1990, correspond également à sa dernière victoire au Tour de Cuba. Mais ce n'est pas l'athlète qui décline. S'ouvre en effet pour Cuba, lâchée par ses partenaires économiques de l'Est européen, la "Période spéciale" : le Tour de Cuba est interrompu pendant dix années, et le cyclisme cubain n'est pas un produit d'exportation.
Eduardo Alonso a participé à plusieurs courses en Italie. En 1983 il termine le Tour des régions italiennes à la seconde place. Il s'y classe 4e en 1986.

## Le recordman de la Vuelta cubaine
Au Tour de Cuba, il totalise 6 victoires au classement individuel final. Mais il est à noter qu'à partir de 1991, cette épreuve n'est plus organisée pendant une dizaine d'années. Il n'est pas possible d'affirmer qu'Eduardo Alonso en eut gagné quelques autres, mais la mise en sommeil du cyclisme cubain stoppe irrémédiablement la carrière d'un des plus grands sportifs de l'île. Vainqueur en 1984, plus de six minutes le séparent de son second, Jens Heppner. En 1986, son deuxième succès le place une nouvelle fois devant un coureur de la RDA, Dan Radtke. En 1989, il obtient sa cinquième victoire devant le soviétique Djamolidine Abdoujaparov. Ces six victoires et ses trois autres places sur le podium ( 3e en 1981 et 1983, 2e en 1985) sont associées à cinq victoires de l'équipe cubaine au classement collectif (1984, 1986, 1987, 1988 et 1990). Il remporte aussi un grand prix de la montagne, en 1984, un classement au combiné, en 1986, deux prologues contre-la-montre (1983, 1989), deux étapes contre-la-montre par équipes (en 1983 et 1987), quatre étapes contre-la-montre individuel (en 1986, 1987, 1988 et 1990), et sept  étapes en ligne (une en 1984, une en 1985, deux en 1987, deux en 1989, une en 1990)

## Palmarès sur route
- 1981
  - 3e du Tour de Cuba
  - 4e du Championnat du monde juniors en ligne[6] 
  - 4e du Championnat du monde juniors 70 km contre-la-montre par équipes[7] avec l'équipe de Cuba (Antonio Hernandez, Roberto Rodriguez, Juan Carlos Padron, E. Alonso)

- 1982
  - 63e de la Course de la Paix

- 1983
  - 2e du Tour des régions italiennes
  - 3e du Tour de Cuba (victoire au prologue)
  - 21e de la Course de la Paix

- 1984
  - vainqueur du Tour de Cuba (victoire dans la 7e étape et au classement de la montagne)
  - vainqueur du Grand Prix international Augustin Alcantara (à Cuba)[8].

- 1985
  - 2e du Tour de Cuba (victoire dans la 1re étape)
  - 32e de la Course de la Paix

- 1986
  - vainqueur du Tour de Cuba
  - vainqueur du Tour du Táchira
  - vainqueur de la Coppa del Mare (Italie)[9]avec l'équipe de Cuba.
  - 4e du Tour des régions italiennes
  - 30e de la Course de la Paix

- 1987
  - vainqueur du Tour de Cuba (victoire des 2e, 9ea et 12e étapes)
  - 4e du Tour du Táchira[10]

- 1988
  - vainqueur du Tour de Cuba (victoire dans la 13e étape)
  - 40e de la Course de la Paix

- 1989
  - vainqueur du Tour de Cuba (victoire au prologue, et des 2e et 6e étapes)
  - 33e de la Course de la Paix

- 1990
  - vainqueur du Tour de Cuba (victoire des 8e et 13e étapes)
  - 42e de la Course de la Paix

## Palmarès aux Jeux panaméricains (route)
- 1983 à Caracas
  -  Médaillé d'argent dans l'épreuve des 100 km contre-la-montre par équipes avec l'équipe de Cuba[11].
- 1987 à Indianapolis
  -  Médaillé d'argent dans l'épreuve des 100 km contre-la-montre par équipes avec l'équipe de Cuba.
- 1991 à La Havane
  -  Médaille d'or avec l'équipe cubaine des 100 km contre-la-montre par équipes (Eliécer Valdés, Roberto Rodríguez, Mario Pérez, E. Alonso)

## Palmarès aux Championnats panaméricains de cyclisme
- 1988 à Medellín
  -  Médaillé d'or aux 100 km contre-la-montre par équipes avec la sélection de Cuba (Eduardo Cruz, Jorge Salazar, Osmani Alvarez, E. Alonso)[12]
  -  Médaillé d'or en poursuite individuelle

## Palmarès aux Jeux d'Amérique centrale et des Caraïbes (route et piste)
- 1982
  -  Médaillé d'or des 100 km par équipes aux Jeux d'Amérique centrale et des Caraïbes[13]

- 1986 à Santiago de los Caballeros (République Dominicaine)
  -  Médaillé d'or de la poursuite aux Jeux d'Amérique centrale et des Caraïbes[14]
  -  Médaillé d'or des 100 km par équipes aux Jeux d'Amérique centrale et des Caraïbes[13] avec l'équipe de Cuba (Roberto Rodriguez, Jorge Salazar, Osmani Alvarez, E. Alonso)

- 1990
  -  Médaillé de bronze des 100 km par équipes aux Jeux d'Amérique centrale et des Caraïbes[15]

## Aux championnats du monde (amateurs)
- 1981 à Prague
  - 12e du championnat de 100 km contre-la-montre par équipes
  - 37e du championnat sur route